# Meritorious Unit Commendation
Meritorious Unit Commendation (MUC) – odznaczenie dla jednostek wojskowych średniego szczebla Sił Zbrojnych Stanów Zjednoczonych. Armia Stanów Zjednoczonych przyznaje Army MUC jednostkom US Army, Navy MUC jednostkom US Navy i US Marine Corps oraz Coast Guard MUC jednostkom US Coast Guard za wyjątkowe zasługi i wybitne osiągnięcia w służbie, podczas walki lub bez walki.

## Army
Army Meritorious Unit Commendation
Army MUC (wcześniej nazywany Meritorious Service Unit Plaque) jest przyznawany jednostkom za wyjątkową służbę i wybitne zasługi w czasie co najmniej sześciu nieprzerwanych miesięcy w okresie działań wojennych przeciwko uzbrojonemu nieprzyjacielowi począwszy od 1 stycznia 1944. Służba w strefie walki nie jest wymagana, ale musi być bezpośrednio związana z wysiłkiem bojowym. Jednostki z siedzibą w CONUS (kontynentalne Stany Zjednoczone) są wyłączone z tego odznaczenia, podobnie jak inne jednostki poza obszarem działania. Jednostka musi wykazywać się tak wybitnym poświęceniem i doskonałą realizacją wyjątkowo trudnych zadań, które wyróżniają ją, a nawet przewyższają inne jednostki o podobnych misjach. Wymagany stopień osiągnięć jest taki sam, jak ten, który gwarantowałby przyznanie żołnierzowi Legii Zasługi. Rekomendacje dla jednostek większych niż Brygada nie będą składane. Za zasługi podczas II wojny światowej medale są przyznawane tylko jednostkom zaangażowanym i tylko za służbę w okresie od 1 stycznia 1944 do 15 września 1946.

## Navy
Navy Meritorious Unit Commendation
Navy MUC został autoryzowany obwieszczeniem SECNAV 1650 z dnia 17 lipca 1967 Sekretarza Marynarki Wojennej Stanów Zjednoczonych i jest przez przyznawany przez Sekretarza Marynarki Wojennej Stanów Zjednoczonych, Szefa Operacji Morskich lub Komendanta Korpusu Piechoty Morskiej każdej jednostce Marynarki Wojennej lub Korpusu Piechoty Morskiej, która się wyróżniła w warunkach bojowych lub innych niż bojowe, przez waleczne lub zasłużone osiągnięcia, które wyróżniają jednostkę w porównaniu z innymi jednostkami pełniącymi podobną służbę, ale nie są wystarczające do przyznania Navy Unit Commendation. Medal może być również przyznany jednostkom innych rodzajów Sił Zbrojnych USA oraz siłom zbrojnym zaprzyjaźnionych państw służących w Siłach Zbrojnych USA, pod warunkiem, że jednostki te spełniają standardy ustalone dla jednostek Marynarki Wojennej i Korpusu Piechoty Morskiej. Aby uzasadnić to wyróżnienie, jednostka musiała odbyć służbę o charakterze porównywalnym do tej, która zasługiwałaby na odznaczenie Brązową Gwiazdą lub osiągnięcie podobnej wagi w sytuacji pozabojowej dla jednostki. Normalne wykonywanie obowiązków lub udział w wielu misjach bojowych samo w sobie nie uzasadnia przyznania medalu. Medal nie zostanie również przyznany jednostce za działania jednej lub więcej jej części składowych, chyba że jednostka działała jednolicie jako zespół w sposób w pełni uzasadniający zbiorowe uznanie.

## Coast Guard
Coast Guard Meritorious Unit Commendation
Coast Guard MUC ustanowiono w listopadzie 1973 roku i jest przyznawany w imieniu Komendanta Straży Wybrzeża Wybrzeża Stanów Zjednoczonych. Może być przyznany każdej jednostce Straży Przybrzeżnej, która wyróżniła się walecznymi lub zasłużonymi osiągnięciami lub służbą we wspieraniu operacji Straży Przybrzeżnej niezwiązanych z walką. Komendant może również nadać odznaczenie jednostce innego oddziału Sił Zbrojnych Stanów Zjednoczonych, o ile jednostka ta spełnia standardy ustalone dla jednostek Straży Wybrzeża. Aby uzasadnić przyznanie nagrody, zadania wykonywane przez jednostkę muszą być porównywalne z tymi, które spełniałyby przyznanie jednostce Medalu za Osiągnięcie Straży Przybrzeżnej. Normalne wykonywanie obowiązków lub udział w dużej liczbie misji operacyjnych samo w sobie nie uzasadnia przyznania nagrody. Coast Guard MUC nie zostanie przyznany dużej jednostce za działania jednej lub więcej pododdziałów, chyba że cała jednostka działała jako zespół.